# Ліллі Лезервуд
Ліллі Лезервуд (англ. Lillie Leatherwood; нар. 6 липня 1964) — американська легкоатлетка, що спеціалізується на спринті, олімпійська чемпіонка 1984 року, срібна призерка Олімпійських ігор 1988 року.
Чоловік — Емміт Кінг (1959—2021) — чемпіон та рекордсмен світу з естафетного бігу 4×100 метрів (1983).

## Кар'єра
| Рік             | Змагання                     | Місто                | Місце           | Дисципліна            | Примітки        |
| Представник США | Представник США              | Представник США      | Представник США | Представник США       | Представник США |
| --------------- | ---------------------------- | -------------------- | --------------- | --------------------- | --------------- |
| 1984            | Олімпійські ігри             | Лос-Анджелес, США    | 5               | біг на 400 метрів     | 50.25           |
| 1984            | Олімпійські ігри             | Лос-Анджелес, США    | 1               | естафета 4×400 метрів | 3:18.29         |
| 1987            | Чемпіонат світу в приміщенні | Індіанаполіс, США    | 2               | біг на 400 метрів     | 52.54           |
| 1987            | Чемпіонат світу              | Рим, Італія          | 5               | біг на 400 метрів     | 50.82           |
| 1987            | Чемпіонат світу              | Рим, Італія          | 3               | естафета 4×400 метрів | 3:21.04         |
| 1988            | Олімпійські ігри             | Сеул, Південна Корея | 2               | естафета 4×400 метрів | 3:25.86         |
| 1991            | Чемпіонат світу в приміщенні | Севілья, Іспанія     | 3               | естафета 4×400 метрів | 3:29.00         |
| 1991            | Чемпіонат світу              | Токіо, Японія        | 7               | біг на 400 метрів     | 51.53           |
| 1991            | Чемпіонат світу              | Токіо, Японія        | 2               | естафета 4×400 метрів | 3:20.15         |